# Камеральні роботи
Камеральні роботи (рос. камеральные работы, англ. work done in office or laboratory, англ. cameral work; нім. Auswertung f der Feldarbeitsergebnisse) – комплекс робіт, що полягає в обробці й оцінці точності польових вимірювань та складанні графічної документації. 
Наприклад, при геол. зйомці К.р. включають палеонтологічні, геохронологічні, літолого-петрографічні, мінералого-геохімічні, структурні, геофізичні та інш. дослідження зразків і проб гірських порід для встановлення їх складу, будови і вікових взаємовідношень, включають узагальнення й ув'язку всіх польових, лабораторних і літературних матеріалів зі складанням стратиграфічних колонок, геологічних розрізів і карт.
До К.р. відносять також перевірку польових документів, обчислення координат пунктів полігонометричних і теодолітних ходів, поповнення креслень гірничої графічної документації, складання про-філів рейкових колій, обробку результатів маркшейдерської перевірки підйому та ін. К.р., як правило, виконуються в приміщеннях (на відміну від польових робіт).

## Загальна характеристика
Камеральні роботи виконують під час польових робіт, щоб забезпечити своєчасне внесення необхідних змін у проект досліджень, а також внести корективи у первинні результати досліджень.
Польовий звіт містить фактичні відомості про стан, строки й обсяги польових робіт, а також про ступінь виконання роботи в цілому і за окремими видами досліджень. Слід звернути увагу на висвітлення геологічних результатів та нових даних щодо інженерно-геологічних умов території вивчення. До польового звіту додаються польові карти та розрізи, а також план виконання камеральних робот із зазначенням необхідних графічних матеріалів (карт, розрізів, схем та ін.).
У процесі остаточної камеральної обробки систематизують, перевіряють і узагальнюють всі матеріали, одержані в результаті польових та лабораторних робіт. При цьому детально проводяться візуальні та лабораторні дослідження зразків гірських порід, фауни, мікрофауни та палеоботанічного матеріалу, якщо такі відбиралися. Результати лабораторних досліджень кожного петрографічного типу гірських порід підлягають статистичній обробці з висновком у вигляді узагальнених характеристик. 
Результати виконаних досліджень оформлюють у вигляді каталогів, журналів та розрізів-колонок. Карту фактичного матеріалу, що відбиває фактичний відбір зразків на площі досліджень, складають у польових умовах. На ній вказують: номери та лінії виконаних маршрутів; відслонення гірських порід; пункти спостережень; опірні виробки і т. ін. Нумерацію об’єктів на карті узгоджують із польовими журналами. Використані вихідні геологічні, геоморфологічні та гідрогеологічні карти доповнюють даними, одержаними в результаті виконаних досліджень. Зміст звітних матеріалів визначається умовами і цільовим призначенням інженерно-геологічних робіт та їх детальністю (масштабом зйомки).
До звіту додаються такі документи:
1. Оглядова карта території досліджень.
2. Зведений стратиграфічний розріз (колонка) дочетвертинної товщі, доповнений інженерно-геологічними характеристиками.
3. Схема побудови четвертинних відкладів.
4. Карти в масштабах проведених досліджень або генерального плану проекту:
а) фактичного матеріалу;
б) геологічна (дочетвертинних порід);
в) четвертинних відкладень;
г) геоморфологічна;
ґ) інженерно-геологічна; 
д) інженерно-геологічного районування (за необхідності).
Залежно від навантаження ті або інші карти можуть бути об’єднані.
5. Інженерно-геологічні розрізи (профілі).
6. Геологічні розрізи (колонки) розвідувальних виробок і відслонень.
7. Інші графічні документи, необхідні для обґрунтування або пояснення положень та висновків звіту. За великих масштабів на основних картах повинен бути наведений план розташування запроектованих для будівництва споруд.